# الیور گلاسنر
الیور گلاسنر (انگلیسی: Oliver Glasner؛ زادهٔ ۲۸ اوت ۱۹۷۴) بازیکن فوتبال سابق و مربی فوتبال فعلی، اهل اتریش است.